# Trzebiatowsko-Kołobrzeski Pas Nadmorski
Trzebiatowsko-Kołobrzeski Pas Nadmorski (PLH320017) – specjalny obszar ochrony siedlisk w północno-zachodniej Polsce, nad Morzem Bałtyckim, o powierzchni 174,69 km², w całości w woj. zachodniopomorskim, na Pobrzeżu Szczecińskim. Celem utworzenia obszaru jest ochrona siedlisk typowych dla południowego wybrzeża Morza Bałtyckiego. Stwierdzono występowanie 17 siedlisk przyrodniczych, m.in.: bagienne solniska nadmorskie, nadmorskie wydmy białe i szare, lasy łęgowe, nadrzeczne zarośla wierzbowe, grąd subatlantycki, płytkie ujścia rzek.
Trzebiatowsko-Kołobrzeski Pas Nadmorski został utworzony w 2008 roku przez Komisję Europejską jako obszar mający znaczenie dla Wspólnoty. W 2018 roku rozporządzeniem Ministra Środowiska został formalnie zatwierdzony jako specjalny obszar ochrony siedlisk.

## Położenie
| Klasy siedlisk                                       | Pokrycie w % |
| ---------------------------------------------------- | ------------ |
| Siedliska łąkowe i zaroślowe                         | 47%          |
| Siedliska rolnicze                                   | 19%          |
| Lasy iglaste                                         | 12%          |
| Lasy liściaste                                       | 7%           |
| Lasy mieszane                                        | 5%           |
| Wody śródlądowe (stojące i płynące)                  | 4%           |
| Obszary morskie                                      | 1%           |
| Torfowiska, bagna, roślinność na brzegach wód, młaki | 1%           |
| Wrzosowiska, zarośla, makia, garik, frygana          | 1%           |
| Inne tereny (zabudowania, drogi, śmietniska)         | 3%           |
| Razem (Σ)                                            | 100%         |

W 2009 roku Komisja Europejska zmieniła powierzchnię chronionego obszaru z 18 017,7 ha na 17 468,79 ha.
Trzebiatowsko-Kołobrzeski Pas Nadmorski rozciąga się na długości ok. 60 km południowego wybrzeża Bałtyku i składa się z trzech powiązanych funkcjonalnie enklaw. Jego obszar nie jest całkowicie spójny, lecz miejscami przedzielony pasami zabudowań i użytków rolnych. Granice wyznaczają obszary nad morzem od kilkuset metrów do ok. 9 km w głąb lądu. Zawiera tereny wschodniej części Wybrzeża Trzebiatowskiego, zachodnie Wybrzeże Słowińskie oraz północne obrzeża Równiny Gryfickiej i Białogardzkiej. Pas Nadmorski obejmuje obszar wybrzeża od miejscowości Trzęsacz do m. Gąski, z którego wyłączony jest teren zabudowany miejscowości: Rewal, Niechorze, Mrzeżyno, Dźwirzyno, Grzybowo, Kołobrzeg (także Podczele), Sianożęty, Ustronie Morskie – ich linia zabudowy jest granicą pasa.
Pas Nadmorski zajmuje środkową część wybrzeża woj. zachodniopomorskiego.
Należy do takich jednostek administracyjnych jak: gmina Rewal, gmina Karnice, gmina Trzebiatów, gmina Kołobrzeg, miasto Kołobrzeg, gmina Dygowo, gmina Ustronie Morskie, gmina Będzino.
Według danych z 2004 roku ok. 60% powierzchni Pasa Nadmorskiego należy do Skarbu Państwa, w tym lasy do Lasów Państwowych – Nadleśnictwa Gryfice (1815,08 ha), Nadleśnictwa Gościno, Urzędu Morskiego w Szczecinie i Urzędu Morskiego w Słupsku. Łąki i pastwiska do Agencji Nieruchomości Rolnych (Oddział Terenowy w Szczecinie). Tereny gminne do poszczególnych gmin. Własność prywatna to ok. 40% chronionego obszaru
Trzebiatowsko-Kołobrzeski Pas Nadmorski przecinają dwie drogi wojewódzkie: nr 102 oraz nr 109.

## Warunki naturalne

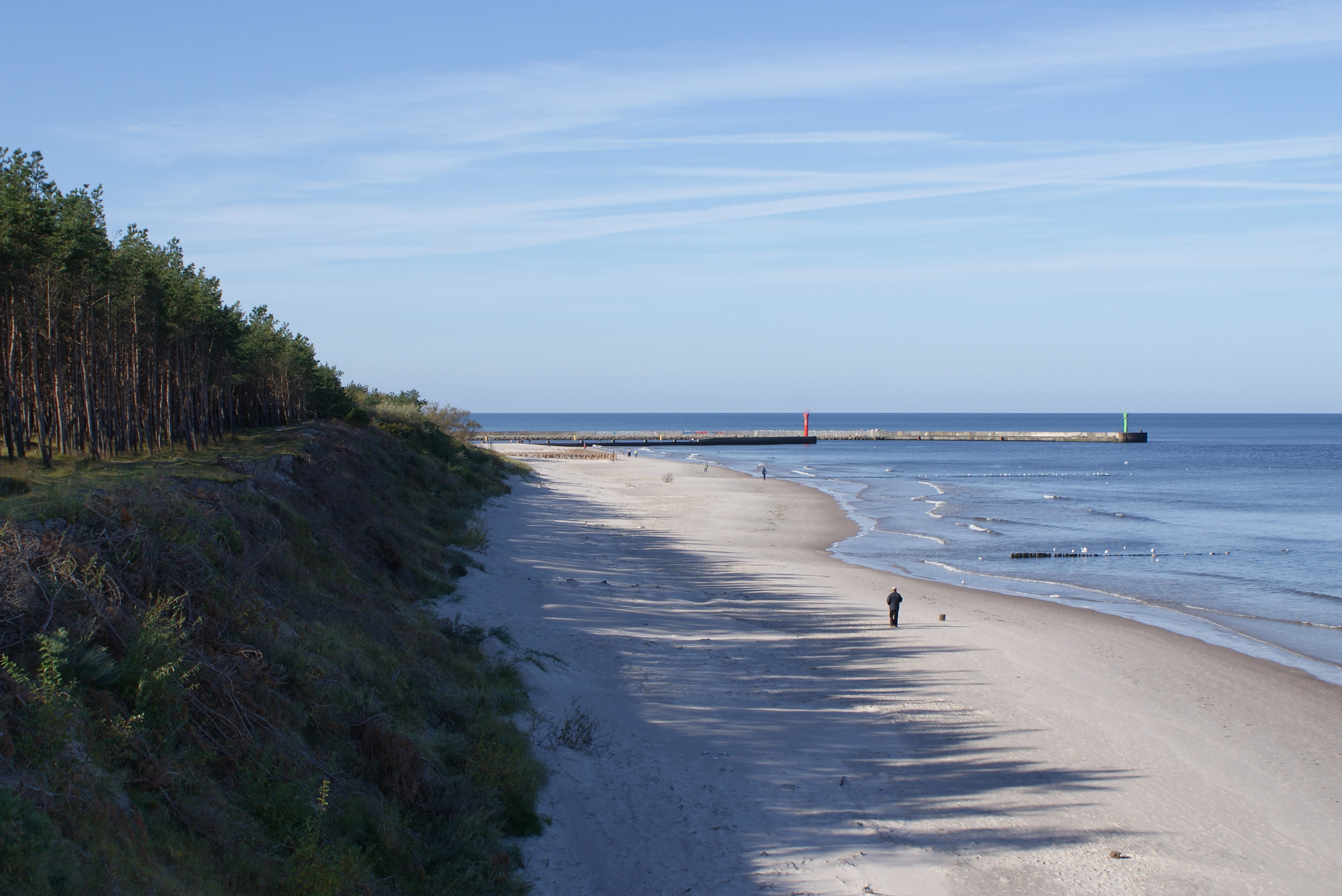
Wydma nadmorska i plaża w Mrzeżynie

Fragment wybrzeża należący do obszaru charakteryzują brzegi klifowe, wydmowe, mierzeje oddzielające jeziora przymorskie, a także płytkie ujścia rzek. Obszar ochrony posiada wykształcony pasmowy układ siedlisk, który obejmuje wody przybrzeżne, plaże wraz z fragmentami kidziny, początkowe stadia powstawania wydm białych, wydmy szare, wydmy ustabilizowane porośnięte lasem oraz zagłębienia między wydmami z mokradłami. Pas brzegowy cechują także jeziora lagunowe (Resko Przymorskie i Liwia Łuża), zamknięte od morza poprzez wąskie mierzeje. Południowa część wybrzeża przechodzi w rozległy pas obniżenia Pradoliny Bałtyckiej, którą wypełniają głównie pokłady torfów niskich. Teren ten został w większości odwodniony w przeszłości, a następnie wykorzystywany jako użytki zielone. Pradolina jest poprzecinana siecią kanałów oraz większych cieków wodnych jak Rega, Stara Rega, Parsęta. Zły stan urządzeń hydrotechnicznych spowodował tworzenie się bagien w niektórych miejscach i okresowe zalewanie wodami słodkimi, a także słonawymi.

## Przyroda

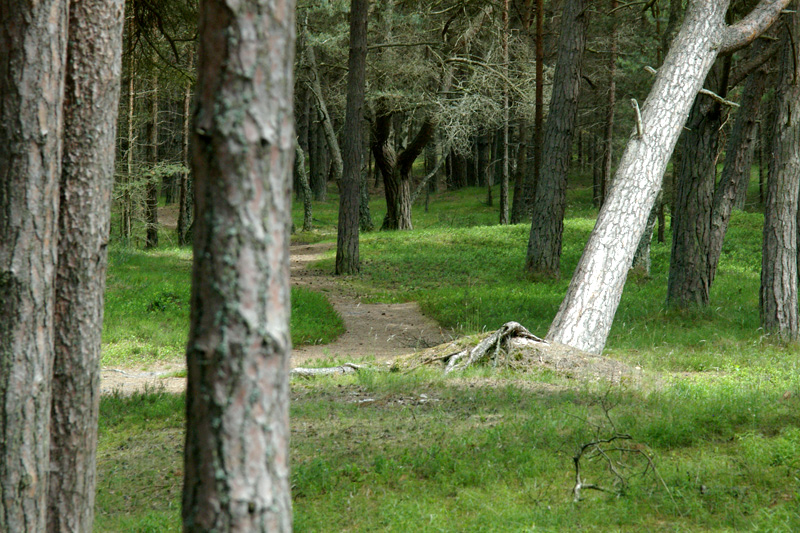
Bór bażynowy w okolicach Dźwirzyna

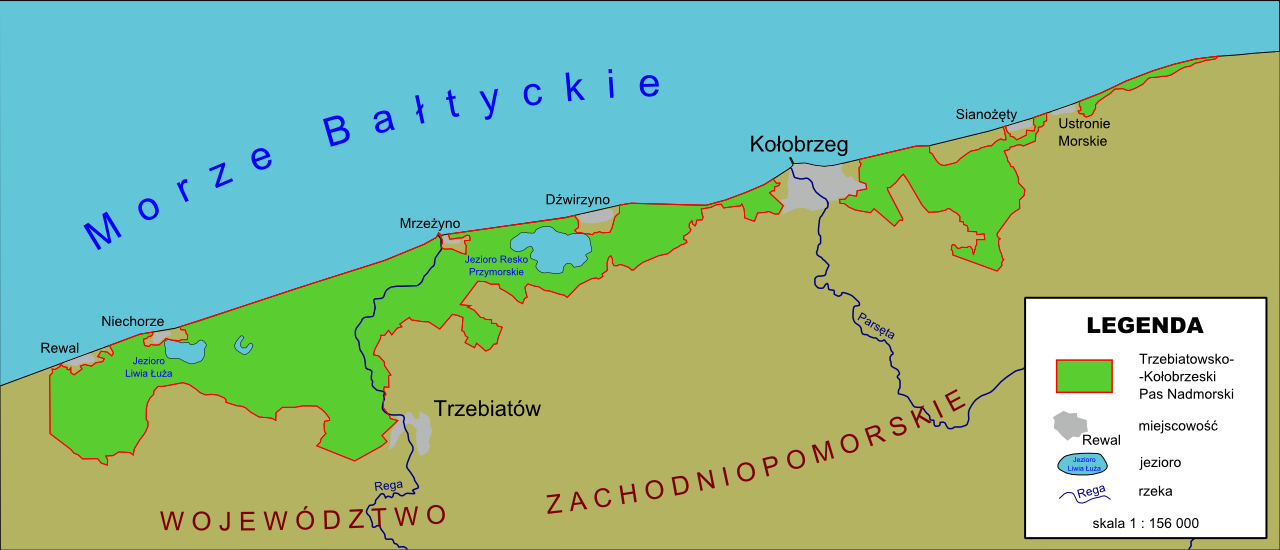
Mapa obszaru (kliknij, by powiększyć)

Plaże są miejscem bytowania organizmów piaskolubnych (psammofile). Na wydmach szarych Pasa Nadmorskiego rosną głównie ugrupowania porostów, psammofilne zbiorowiska trawiaste z okazami mikołajka nadmorskiego, zakrzewienia i zaczątki borów bażynowych. Duży obszar wydm ustabilizowanych porastają bory bażynowe, których najlepiej zachowane fragmenty znajdują się między Mrzeżynem a Pogorzelicą. Powstałe wyniesienia moreny dennej pokrywają głównie mezotroficzne lasy mieszane, gdzie na podłożu piaskowym występuje wiciokrzew pomorski. Nad brzegami większości cieków wodnych rosną zbiorowiska roślin wodnych z udziałem halofitów. Obrzeża Pradoliny Bałtyckiej są miejscem rozwoju zarośli, gdzie także obecna jest woskownica europejska. Główną ostoją ptaków na obszarze Pasa Nadmorskiego są jeziora przymorskie – Liwia Łuża, Konarzewo, Resko Przymorskie. W rejonie wokół Liwii Łużej, a także na terenach między Włodarką a Mrzeżynem oraz na południowy zachód od Dźwirzyna i południowy zachód od Kołobrzegu występują zespoły lasów bagiennych i łęgowych – w niektórych miejscach na podłożu torfowym.

### Ochrona przyrody
Na terenie obszaru Natura 2000 znajduje się 5 rezerwatów przyrody: „Roby” (84,40 ha), „Nadmorski bór bażynowy w Mrzeżynie” (8,92 ha), „Wydmy między Dźwirzynem a Grzybowem” (14,20 ha), „Stramniczka” (94,49 ha) i „Jezioro Liwia Łuża” (239,68 ha), użytek ekologiczny Ekopark Wschodni (381 ha) oraz część Obszaru Chronionego Krajobrazu Koszaliński Pas Nadmorski. 
Projektowany specjalny obszar ochrony siedlisk Trzebiatowsko-Kołobrzeski Pas Nadmorski częściowo pokrywa się z obszarem Natura 2000 o nieco innym zakresie ochrony – obszarem specjalnej ochrony ptaków Wybrzeże Trzebiatowskie (PLB320010).
Nadzór nad obszarem sprawują: Regionalny Dyrektor Ochrony Środowiska w Szczecinie, dyrektor Urzędu Morskiego w Szczecinie i dyrektor Urzędu Morskiego w Słupsku.
W 2014 r. ustanowiono plan zadań ochronnych dla tego obszaru, został on zmieniony w roku 2017.
Ostoje znajdują się terenach administrowanych przez: Nadleśnictwo Gryfice (RDLP w Szczecinie), Nadleśnictwo Gościno (RDLP w Szczecinku).